# The Last Command
The Last Command (с англ. — «Последний приказ») — второй студийный альбом американской хеви-метал-группы W.A.S.P., изданный в 1985 году.
После выхода дебютной пластинки состав W.A.S.P. претерпел небольшие изменения. Коллектив покинул барабанщик Тони Ричардс, на смену которому пришёл Стив Райли; о своём скором уходе заявил Рэнди Пайпер, которого впоследствии заменил Джонни Род. Группа приступила к записи The Last Command в октябре 1984 года, процессом руководил продюсер 6 × кратно «платинового» альбома Quiet Riot Metal Health Спенсер Проффер. The Last Command стал «золотым» в США и Канаде.
Лирически альбом является продолжением дебютной записи группы, W.A.S.P, с его тематикой секса, мести, жизни на улице и свободной езды. Песню «Wild Child» Блэки Лолес изначально написал для своих коллег — лос-анджелесского коллектива Mötley Crüe — но бас-гитарист и автор песен Crüe Никки Сикс отказался от «Wild Child», рассудив, что песня не подойдёт для вокального стиля их фронтмена Винса Нила. Таким образом W.A.S.P записали одну из наиболее известных своих композиций, которая с успехом исполняется на концертах по сей день.

## Список композиций
| №   | Название                      | Автор(ы)                 | Длительность |
| --- | ----------------------------- | ------------------------ | ------------ |
| 1.  | «Wild Child»                  | Блэки Лолесс, Крис Холмс | 5:12         |
| 2.  | «Ballcrusher»                 | Лолесс, Холмс            | 3:27         |
| 3.  | «Fistful of Diamonds»         | Лолесс                   | 4:13         |
| 4.  | «Jack Action»                 | Лолесс, Стив Райли       | 4:16         |
| 5.  | «Widowmaker»                  | Лолесс                   | 5:17         |
| 6.  | «Blind in Texas»              | Лолесс                   | 4:21         |
| 7.  | «Cries in the Night»          | Лолесс                   | 3:41         |
| 8.  | «The Last Command»            | Лолесс                   | 4:10         |
| 9.  | «Running Wild in the Streets» | Лолесс                   | 3:30         |
| 10. | «Sex Drive»                   | Лолесс, Холмс            | 3:12         |

Переиздание
| №   | Название                            | Автор(ы)                    | Длительность |
| --- | ----------------------------------- | --------------------------- | ------------ |
| 11. | «Mississippi Queen»                 | Mountain                    | 3:21         |
| 12. | «Savage»                            | Лолесс, Рэнди Пайпер, Холмс | 3:32         |
| 13. | «On Your Knees» (live)              | Лолесс                      | 4:38         |
| 14. | «Hellion» (live)                    | Лолесс                      | 4:45         |
| 15. | «Sleeping (In the Fire)» (live)     | Лолесс                      | 5:44         |
| 16. | «Animal (Fuck Like a Beast)» (live) | Лолесс                      | 4:37         |
| 17. | «I Wanna Be Somebody» (live)        | Лолесс                      | 5:54         |

## Участники записи
- Блэки Лолесс — вокал, бас-гитара
- Крис Холмс — соло-гитара, ритм-гитара
- Рэнди Пайпер — соло-гитара, ритм-гитара, бэк-вокал
- Стив Райли — ударные, бэк-вокал

Приглашённые музыканты
- Карлос Кавазо — бэк-вокал
- Чак Райт — бэк-вокал

## Позиции в чартах
| Страна         | Позиция |
| -------------- | ------- |
| Великобритания | 48      |
| Германия       | 63      |
| Норвегия       | 14      |
| США            | 49      |
| Швеция         | 15      |